# Лученец
Лу́ченец (словац. Lučenec, нем. Lizenz, венг. Losonc) — город в центральной Словакии. Население — около 28 тыс. человек.

## История
Лученец (на венг.  — Лошонц) был впервые упомянут в 1128 году, но вплоть до XV века был небольшим поселением. В 1451 году он уже упомянут как город. Тогда у стен Лученца войска Яна Искры одержали победу над армией Яноша Хуньяди.
В XVI веке город много раз осаждали турки. В 1544 году они взяли его штурмом и 40 лет Лученец принадлежал филяковскому санджаку Османской империи. В 1575 году город упоминается как «безлюдный».
В 1828 году в Лученце жило 3000 жителей, было 216 домов и 229 ремесленных мастерских. В 1849 году венгерские революционеры убивают раненых офицеров русской армии. В отместку дивизия Граббе сжигает город.
В 1867 году в городе строятся заводы, приходит индустриализация.
После распада Австро-Венгрии Лученец стал местом боёв между чехословацкой армией и венгерской. Венгерская армия была вынуждена отступить, а чуть позже по арбитражу город попал в состав Чехословакии. В 1938 году Венгрия оккупировала город снова. 14 января 1945 года Лученец освободили части советской и румынской армий.

## Население
| Год:                | 1994   | 2004    | 2014    | 2024     |
| ------------------- | ------ | ------- | ------- | -------- |
| Количество человек: | 29 023 | 28 039  | 28 204  | 24 661   |
| Разница:            |        | −3,39 % | +0,58 % | −12,56 % |

## Достопримечательности

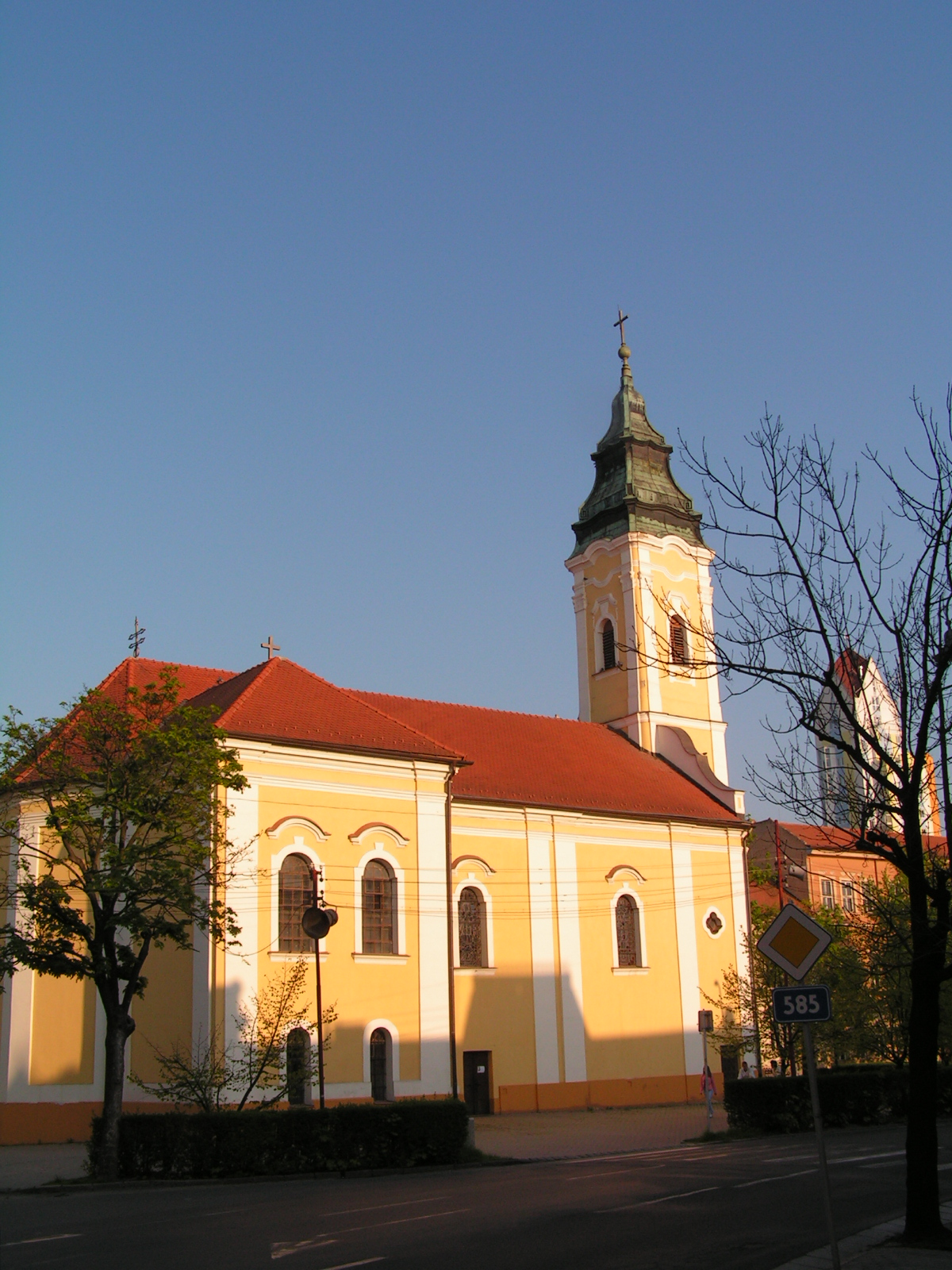
Костёл св. Марии
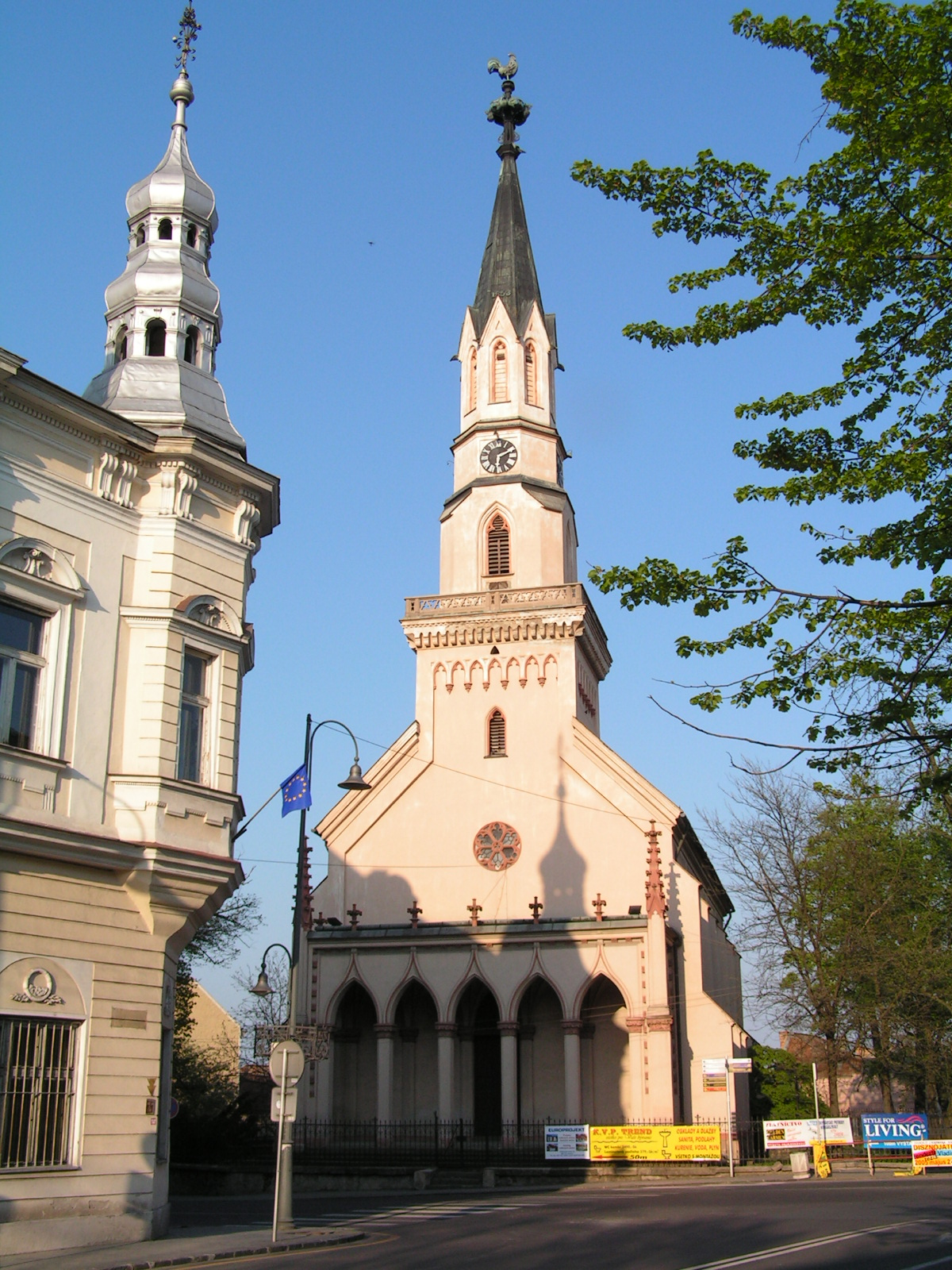
Лученец
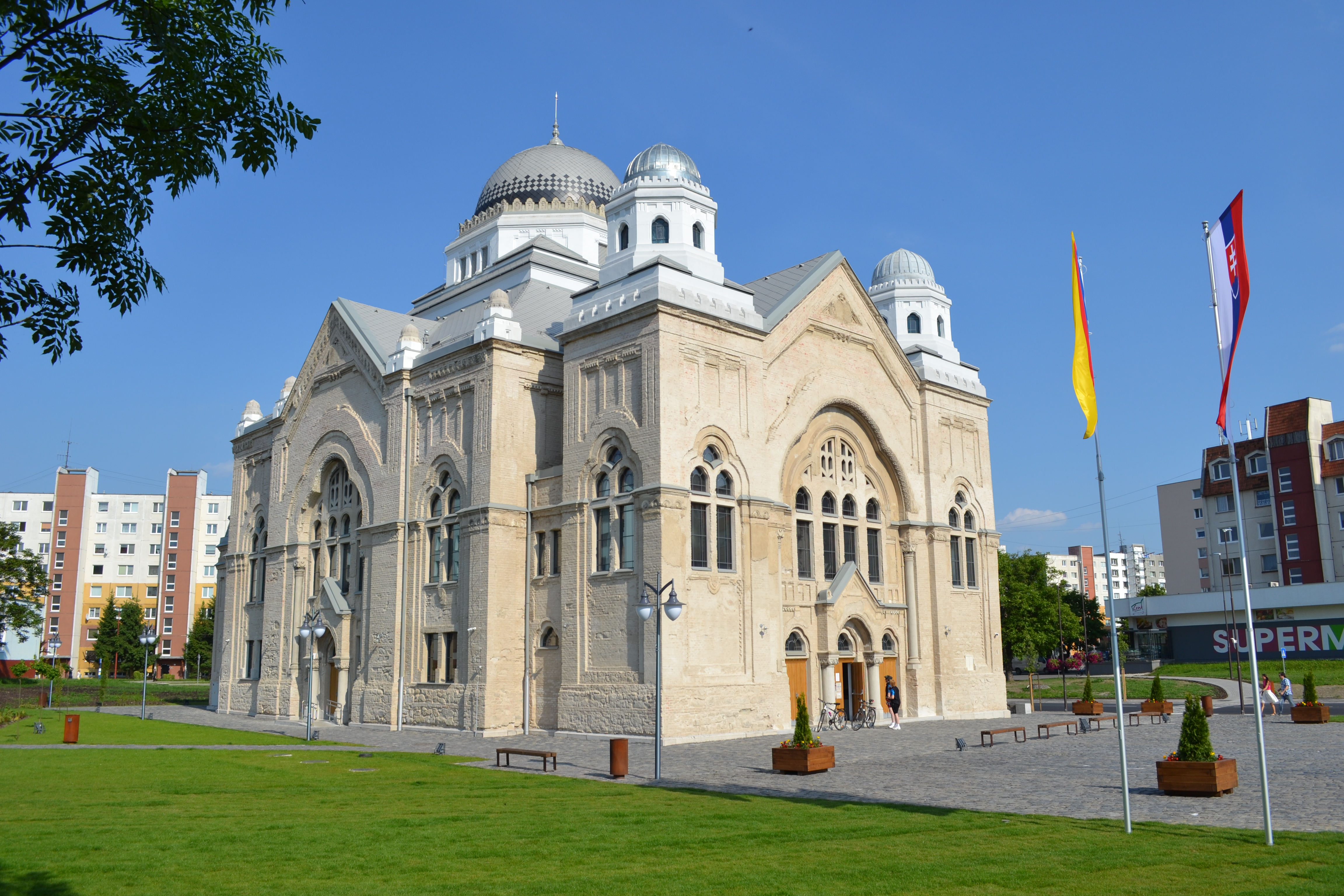
Синагога
- Ратуша
- Дворянские усадьбы

- Костёл св. Марии
- Лученец
- Синагога

## Известные уроженцы
- Кучерова, Адриана (род. 1976) — оперная певица, сопрано.
- Божена Сланчикова-Тимрава (1867–1951) – словацкая писательница.

## Города-побратимы
- Богородицк (Россия)